# Єгор Прищепкін
Єгор Прищепкін (нар. 3 вересня 1975; Кам'янське, Україна) — український шоумен, івент-експерт та медіа-менеджер, громадський діяч. Засновник Радіо Прищепкін UA Top-40. Засновник івент-агенції Прищепкін Event-Team. Автор путівника «Київські мурали». Співзасновник та член Асоціації Івенторів України, експерт Українського культурного фонду. Ведучий оновленого «Хіт-парад: 12 мінус 2» на Радіо Промінь. Раніше – програмний директор та ведучий ранкового шоу на радіо ХІТ FM Україна.

## Біографія
Народився в місті Кам'янське, Дніпропетровської області, але виріс у Дніпрі. Отримав вищу архітектурну освіту в Придніпровській Державній Академії Будівництва та Архітектури. У часи студентства головував у комітеті зі справ молоді, був капітаном команди інституту з КВК та редактором студентського гумористичного часопису.
З 2000 року живе та працює в Києві.

## Кар'єра на радіо
Єгор почав свою кар'єру в ефірі радіо в 1997 році, коли став автором та ведучим популярної програми телефонних розіграшів «Волшебные ушки» на Magic-Radio у місті Дніпро. Згодом, Magic-Radio перетворилося на Хіт FM Дніпропетровськ, і Прищепкін став працювати на ньому програмним директором, ведучим етеру та різноманітних проєктів.
У 1999 році Єгор Прищепкін починає працювати на київський радіостанції  Хіт FM Україна, де стає програмним директором та діджеєм. Саме Прищепкін став радіоведучим, голос якого першим з’явився в етері українського Хіт FM.
У 2002 році починає працювати промо-директором на таких радіостанціях, як Хіт FM Україна, Русское Радио Україна, KISS FM та Power FM.
У 2003 році Єгор створює креативну службу Холдингу Тавр Медіа, та очолює її до 2005 року.
У 2013 році Прищепкін повертається на радіо – він стає автором та ведучим програми «Алло, мам?!» на KISS FM Україна, яка стала своєрідним нагадуванням про успішні «Волшебные ушки» з далекого 97-го року.
З 2020 року Єгор Прищепкін є засновником та співвласником онлайн-радіостанції «Radio Прищепкін Ukrainian TOP-40», яка популяризує українську музику та виконавців.
На хвилі власної онлайн-станції Radio Прищепкін, Єгор підтримує однодумців, які так само популяризують сучасну українську музику. Так, у колаборації з YouTube-каналом Bezodnya Music, на Radio Прищепкін виходить проєкт «Варто уваги», а спільно з інтернет-порталом про шоу-бізнес МУЗВАР, створюється зірковий подкаст «NaйNaйСонг».
У 2021 році, разом зі Світланою Берестовською, стає ведучим оновленого «Хіт-параду: 12 мінус 2» на Радіо Промінь.

## Київські мурали
У 2017 році Єгор Прищепкін став автором та видавцем унікального путівника «Київські мурали», який присвячений муралам Києва. Завдяки цьому проєкту Прищепкін став відомим ще як експерт київського стріт-арту.  
З 2018 року виступає з лекціями та майстер-класами про муралізм.  
З 2020 року - експерт Українського Культурного Фонд.    

## Публічна діяльність
У 2006 році Єгор стає співзасновником Асоціації Івенторів України (АІУ), та виступає на просвітницьких заходах АІУ спікером з темами «Бріфи на створення івентів» та «Креатив в івентах». 
З 2005 по 2018 рік - засновник івент-агенції «Барабан», яка організовує великі заходи та події в Україні та закордоном. 
Агенція з 2012 по 2018 роки - івент-партнер профільної Премії Ukrainian Event Awards.
З 2018 року - засновник івент-агенції повного циклу «Прищепкін Event-Team», де продюсує масштабні та невеликі проєкти. З літа 2023 року «Прищепкін Event-Team»  – івент-партнер Укрпошти.
З початком великої війни у лютому 2022 року очолює локальний волонтерських рух свого будинку, який у свою чергу підтримує зокрема 206 та 207 окремі батальйони територіальної оборони м.Києва та шпиталь МВС України.